# Rivellia floridana
Rivellia floridana is een vliegensoort uit de familie van de Platystomatidae. De wetenschappelijke naam van de soort is voor het eerst geldig gepubliceerd in 1900 door Johnson.